# Dj Sensey
Сергій Сапіга (н. 16 вересня 1989, Тернопіль, Україна), відомий як Dj Sensey — український діджей, музичний продюсер, автор пісень і виконавець, власник мережі студій звукозапису FKWL, журналіст газети Народна Правда. Лице обкладинки 3го випуску глянцевого журналу «Just One». На думку West Night Life Awards, 5 років поспіль кращий діджей м. Тернопіль і один з кращих діджеїв України. Стояв біля витоків клубної культури України. Постійний учасник TOP100 dj in Ukraine і продюсер.
Проживає в Польщі. Став відомим у 2008 році, але музична популярність прийшла після 2010 року і виходу Першого клубного релізу «Шлях до зірок», потім було багато релізів і найбільша популярність прийшла після випуску пісні «Я можу» та кліпу на цю пісню у 2015 році. У 2019 році трек «Your Dreams» посів 1 місце в конкурсі «Spinning Talent Pool» й отримав 1 мільйон прослуховувань на стрімінгових платформах.[джерело?]

## Біографія
Сапіга Сергій Сергійович народився 16.09.1989 р. в небагатій сім'ї спортсменів у місті Тернопіль.
Вже з молодих літ, коли у Сергія з'явилась любов до музики, він почав займатись її написанням.
У 2004 р. Сергій стає артдиректором нічного клубу «Фея». Провівши там кілька вечірок і пропрацювавши пів року, він розуміє, що вартий кращого, і стає артдиректором клубу «Маракана», де і працює 1,5 роки, а потім 6 місяців в клубі «Harley».
У травні 2008 року Сергій відкриває найвідвідуваніший клуб Тернополя «ІБІZA», де стає артдиректором. Під час роботи саме в цьому клубі, він розуміє, що працює діджеєм набагато краще за інших, яких на той час бачив немало, і презентує себе як діджей «DJ SENSEY».
За кілька місяців Сергія починають помічати і чутка про нестандартного діджея починає розходитись по Україні. З 2009 року Сергій розпочинає свою гастрольну діяльність: кількість його гастрольних дат настільки велика, що сягає до 20 на місяць.
У 2010 році SeNSeY розуміє, що це не просто гра, і перетворює свій діджей сет на складну композицію з використанням 2х ефекторів 4х сд програвачі, чим додає емоцій публіці.
У 2012 р. Сергій закриває нічний клуб «ІБІZA» і переходить на абсолютно новий рівень, коли відкриває нічний клуб Luxury рівня «Allure Night Club».
У березні 2013 р. Сергій знайомиться з телеведучим (телеканал М1) Дмитром Обрізаном, який помічає молодого талановитого діджея і пропонує йому створити спільний проект на всеукраїнському музичному телеканалі «М1» у столиці України. Програма під назвою UK TOP DANCE була спочатку хіт-парадом, а в подальшому стала насиченим клубним проєктом, який їздив по території України, Польщі, Молдови, Угорщини. За цей рік Sergey SeNSeY не тільки став культовим діджеєм, але й відзняв відео-кліп на власну пісню «Я Могу» з відомим співаком Kishe та своїм другом Дмитром Обрізаном.

## Дискографія
- Scrat & Sensey — El Disco
- Scrat & Sensey — Main Street
- Scrat & Sensey — Way to rhe stars
- Scrat & Sensey — On the Highway
- Nick InSide — Logic (Scrat & Sensey remix)
- Scrat, Sensey, Tarry Raze — Crystal Dreams
- Scrat, Sensey & Ti — Anamnesis
- Scrat, Sensey & Ti — October (Radio mix)
- Дима Обризан & Dj SeNSeY ft. Kishe — Я Могу
- Kungs Vs Cookin' On 3 Burners — This Girl (Subkowski X Lana Geller X Sensey 2k18 Remix
- Red Hot Chili Peppers — By The Way (Subkowski & Sensey Remix)
- Subkowski & DJ Sensey feat. Azzja — Your Dreams EP
- Subkowski & DJ Sensey & DJ Stranger ft Krzysztof Plonka — You Are My Heart
- Subkowski, DJ Sensey, Krzysztof Plonka — Sprite